# Sofia Araújo
Ana Sofia Ferreira Araújo (6 de setembro de 1974) é uma psicóloga, deputada e política portuguesa. É deputada à Assembleia da República na XIV legislatura pelo Partido Socialista. Tem Licenciatura em Psicologia Clínica.